# 1983 dans le catholicisme
Chronologie du catholicisme
- 1979
- 1980
- 1981
- 1982
- 1983
- 1984
- 1985
- 1986
- 1987

Cet article présente les faits marquants de l'année 1983 dans le catholicisme.

## Évènements
- 1983 est une Année sainte.
- 25 janvier : promulgation du Code de droit canonique de 1983 remplaçant le Code de droit canonique de 1917.
- 2 février : création de 18 cardinaux par Jean-Paul II.
- 2 au 10 mars : voyage apostolique du pape au Portugal, au Costa Rica, au Nicaragua, au Honduras, au Panama, au Salvador, au Guatemala, au Belize et à Haïti.
- 16 au 23 juin : voyage apostolique du pape en Pologne.
- 14 et 15 août : voyage apostolique du pape à Lourdes.
- 10 au 13 septembre : voyage apostolique du pape en Autriche.
- 29 septembre : ouverture du VIe synode des évêques sur la réconciliation et la pénitence.
- 16 octobre : canonisation de Léopold Mandic.
- 27 novembre (1er dimanche de l'Avent) : le Code de droit canonique de 1983 devient officiel.
- 27 décembre : Jean-Paul II rencontre en prison Mehmet Ali Ağca qui avait tenté de l’assassiner en 1981 et lui accorde son pardon.

## Naissances
- 18 mars : Audrey Stevenson, jeune chrétienne française réputée pour sa sainteté, servante de Dieu († 22 août 1991)

## Décès

### Janvier
- 8 janvier : François Kervéadou, prélat français, évêque de Saint-Brieuc (° 3 mai 1910)
- 22 janvier : André Fauvel, prélat français, évêque de Quimper (° 14 avril 1902)
- 28 janvier : Jean Rupp, prélat français, diplomate du Saint-Siège et archevêque titulaire de Dionysiopolis (de) (° 13 octobre 1905)

### Février
- 3 février : Antonio Samorè, cardinal italien de la Curie, précédemment diplomate du Saint-Siège et archevêque titulaire de Ternobus (de) (° 4 décembre 1905)
- 8 février : Bienheureuse Maria Josefa Alhama y Valera, religieuse espagnole, fondatrice des Servantes de l'Amour miséricordieux et des Fils de l'Amour miséricordieux (° 29 septembre 1893)

### Mars
- 1er mars : Saverio Zupi (en), prélat italien, diplomate du Saint-Siège et archevêque titulaire de Serra (de) (° 9 janvier 1914)
- 12 mars : Frédéric-Marie Bergounioux, prêtre, paléontologue, géologue et théologien français (° 15 octobre 1900)
- 16 mars : Pierre-Célestin Nkou, prélat camerounais, évêque de Sangmélima (° 8 novembre 1927)
- 27 mars : Robert Stahl, prêtre et résistant français, Juste parmi les nations (° 11 août 1893)

### Avril
- 1er avril : Jean Wolff, prêtre français, personnalité des patronages (° 11 février 1899)
- 5 avril : Bienheureux Mariano de la Mata Aparicio, prêtre espagnol, missionnaire au Brésil (° 31 décembre 1905)
- 15 avril : Jules Puset, prélat et missionnaire français, évêque de Tatamave (° 11 août 1911)

### Mai
- 5 mai : Étienne Lamotte, prêtre, indianiste et enseignant belge (° 21 novembre 1903)

### Juin
- 2 juin : Julio Rosales, cardinal philippin, archevêque de Cebu (° 18 septembre 1906)
- 5 juin : Krunoslav Draganović, prêtre croate et collaborateur des nazis (° 30 octobre 1903)
- 14 juin : Léon Delaere, prélat capucin et missionnaire belge, premier évêque de Molegbe puis évêque titulaire de Rusibisir (de), précédemment évêque titulaire de Fesseë (de) (° 1er février 1898)
- 15 juin : Mario Casariego y Acevedo, cardinal espagnol, archevêque de Guatemala (° 13 février 1909)
- 21 juin : Joseph Muzquiz, prêtre et serviteur de Dieu espagnol (° 14 octobre 1912)
- 26 juin : James Robert Knox, cardinal australien de la Curie, précédemment diplomate du Saint-Siège et archevêque titulaire de Mélitène (de) (° 2 mars 1914)

### Août
- 16 août : Henry Serruys, prêtre, orientaliste, mongoliste et missionnaire belge en Chine (° 10 juillet 1911)
- 28 août : Émile Legault, prêtre et comédien canadien (° 29 mars 1906)

### Septembre
- 6 septembre : 
  - Paul Chaleil, prêtre français, missionnaire en Chine (° 9 décembre 1913)
  - Paul Foulquié, prêtre, penseur, philosophe et auteur français (° 16 mars 1893)
- 7 septembre : Joseph Schröffer, cardinal allemand de la Curie, précédemment archevêque titulaire de Volturnum (de) (° 20 février 1903)
- 13 septembre : Alex-Ceslas Rzewuski, prêtre dominicain, illustrateur, portraitiste et écrivain français d'origine polonaise (° 12 mars 1893)
- 17 septembre : Humberto Sousa Medeiros, cardinal américain d'origine portugaise, archevêque de Baltimore (° 6 octobre 1915)

### Octobre
- 6 octobre : Terence James Cooke, cardinal américain, archevêque de New York (° 1er mars 1921)
- 8 octobre : Alexandre Renard, cardinal français, archevêque de Lyon (° 7 juin 1906)

### Novembre
- 7 novembre : Umberto Mozzoni, cardinal argentin de la Curie, précédemment diplomate du Saint-Siège et archevêque titulaire de Sidé (de) (° 29 juin 1904)
- 14 novembre : Bruno de Solages, prêtre français, recteur de l'Institut catholique de Toulouse (° 8 août 1895)

### Décembre
- 17 décembre : Henri de Farcy, prêtre jésuite et économiste agricole français (° 21 mai 1914)